# Annalisa Cattelan
Annalisa Cattelan (Padova, 25 marzo 1954) è un'ex cestista italiana.

## Carriera
Con l'Italia ha disputato i Campionati mondiali del 1975 e due edizioni dei Campionati europei (1974, 1976).